# Рогачова Олександра Іванівна
Олександра Іванівна Рогачова (1922 — 1997) — українська радянська та партійна діячка, 1-й секретар Білокуракинського райкому КПУ Луганської області. Член ЦК КПУ в 1966—1976 р.

## Біографія
Член ВКП(б) з 1947 року.
Перебувала на відповідальній радянській та партійній роботі в Луганській області.
На 1958 рік — голова виконавчого комітету Ново-Айдарської районної ради депутатів трудящих Луганської області.
З січня 1963 до 1965 року — голова виконавчого комітету Білокуракинської районної ради депутатів трудящих Луганської області.
У листопаді 1965 — після 1975 р. — 1-й секретар Білокуракинського районного комітету КПУ Луганської області.
Потім — на пенсії.

## Нагороди
- орден Леніна (22.03.1966)
- орден Трудового Червоного Прапора (26.02.1958)
- ордени
- медалі